# Al-Farwaniyya
al-Farwaniyya (in arabo: الفروانية) è una città del Kuwait, capoluogo dell'omonimo governatorato.